# Nicolás Capogrosso
Nicolás Mathías Capogrosso (Rosario, 15 januari 1995) is een Argentijns beachvolleyballer. Met Julián Azaad won hij een bronzen medaille bij de Pan-Amerikaanse Spelen en nam hij eenmaal deel aan de Olympische Spelen.

## Carrière

### 2014 tot en met 2019
Capogrosso volleybalde van 2014 tot en met 2016 voornamelijk aan de zijde van Ian Mehamed. Het duo debuteerde in 2014 met een vijfde plaats bij de Paraná Open in de FIVB World Tour. Datzelfde jaar speelde Capogrosso drie wedstrijden in de Zuid-Amerikaanse competitie. Het jaar daarop waren Capogrosso en Mehamed voornamelijk actief in de continentale competitie. Op mondiaal niveau deden ze mee aan twee toernooien met een vijfde plaats in Rio de Janeiro als beste resultaat. Daarnaast nam het tweetal deel aan de Pan-Amerikaanse Spelen in Toronto. Ze verloren de kwartfinale van de Chileense neven Esteban Grimalt en Marco Grimalt en uiteindelijk werd de wedstrijd om de vijfde plaats verloren van de Uruguayanen Mauricio Vieyto en Renzo Cairus. Het seizoen daarop kwamen Capogrosso en Mehamed bij vijf FIVB-toernooien tot drie zeventiende plaatsen. Op continentaal niveau behaalden ze een tweede plaats in Cartagena en derde plaatsen in Coquimbo en Buenos Aires.
Van 2017 tot en met 2021 vormde Capogrosso een team met Julián Azaad. Het eerste seizoen deed het duo mee aan vijf reguliere toernooien in de World Tour met een negende plaats in Olsztyn als beste resultaat. Bij de wereldkampioenschappen in Wenen werden ze in de tussenronde uitgeschakeld door het Poolse tweetal Mariusz Prudel en Kacper Kujawiak. In de continentale toer wonnen ze in Lima en behaalden ze derde plaatsen in Rosario en Maringá. In 2018 kwamen ze in de Zuid-Amerikaanse competitie tot twee overwinningen (Nova Viçosa en Montevideo) en drie tweede plaatsen (Coquimbo, Cañete en Santa Cruz Cabrália). Op mondiaal niveau behaalden Capogrosso en Azaad in Agadir met een derde plek hun eerste podiumplaats. Bij de zeven overige toernooien was een negende plaats in Itapema het beste resultaat. Het daaropvolgende seizoen speelden ze vijf reguliere wedstrijden in de World Tour en namen ze deel aan de WK in Hamburg. Daar werden ze na twee nederlagen en een overwinning in de groepsfase uitgeschakeld. In de continentale competitie behaalden ze tweede plaatsen in São Francisco do Sul en Coquimbo en een derde plaats in Lima. Daarnaast won het duo de zilveren medaille bij de Zuid-Amerikaanse Strandspelen in Rosario achter de Uruguayanen Mauricio Vieyto en Marco Cairus. Bij de Pan-Amerikaanse Spelen in Lima wonnen Capogrosso en Azaad het brons nadat ze de Canadezen Aaron Nusbaum en Michael Plantinga in de troostfinale verslagen hadden.

### 2020 tot heden
Eind 2019 deed het duo mee aan het toernooi van Chetumal en in begin 2020 speelden ze twee wedstrijden in de Zuid-Amerikaanse competitie nadat de rest van het seizoen werd gestaakt vanwege de coronapandemie. Het jaar daarop namen ze deel aan zes toernooien in de World Tour met een zeventiende plaats in Sotsji als beste resultaat. Via het continentaal kwalificatietoernooi plaatsten ze zich voor de Olympische Spelen in Tokio, waar ze na drie nederlagen in de groepsfase strandden. Na afloop van het seizoen ging het duo uit elkaar waarna Capogrosso een team vormde met zijn jongere broer Tomás Capogrosso. De broers namen in 2022 deel aan negen reguliere toernooien in de Beach Pro Tour – de opvolger van de World Tour. Ze behaalden daarbij een tweede plaats in Dubai en negende plaatsen in Espinho, Agadir, Dubai en Uberlândia. Daarnaast deden ze mee aan de WK in Rome waar ze in de tussenronde werden uitgeschakeld door de neven Grimalt. Bij de Zuid-Amerikaanse Spelen in Asuncion eindigden de broers als tweede, opnieuw achter de Chileense neven. In de Zuid-Amerikaanse competitie waren Capogrosso en Capogrosso verder goed voor twee overwinningen (Mollendo en Cochabamba) en twee tweede plaatsen (San Juan en Viña del Mar).
Het jaar daarop begonnen ze met een eerste en tweede plaats (resp. San Juan en Rancagua) in het Zuid-Amerikaanse circuit. Bij negen toernooien in de Pro Tour kwamen ze niet verder dan twee negende plaatsen. Bij de WK in Tlaxcala werden ze in de zestiende finale uitgeschakeld door de Italianen Samuele Cottafava en Paolo Nicolai. Bij de Pan-Amerikaanse Spelen in Santiago gingen de broers als groepswinnaar door naar de kwartfinale. Die verloren ze van het Braziliaanse duo André Loyola en George Wanderley en uiteindelijk eindigden ze op de achtste plaats. In het seizoen 2023/24 van de Zuid-Amerikaanse competitie kwamen ze bij zeven toernooien tot twee tweede (Cayenne en Cochamba) en twee derde plaatsen (Rancagua en Montevideo). Bij het olympisch kwalificatietoernooi in Iquique eindigden de broers als tweede, waardoor ze zich niet voor Olympische Spelen in Parijs plaatsten. In de mondiale competitie deed het duo in het seizoen 2024 mee aan acht toernooien. Ze wonnen een zilveren medaille bij het Elite16-toernooi van Rio de Janeiro achter de Engelse broers Javier en Joaquin Bello en eindigden. In Stare Jabłonki en João Pessoa eindigden ze als vierde en in Hamburg als vijfde. Met Edgars Točs won Capogrosso bovendien het open Letse kampioenschap.
Het jaar daarop begonnen de broers in januari met een overwinning in Chapadmalal in het continentale circuit en in maart met een tweede plaats bij het Elite16-toernooi van Quintana Roo. In Saquerema en Brasilia bereikte het tweetal vervolgens de kwartfinales.

## Palmares
Kampioenschappen
- 2019:  Zuid-Amerikaanse Strandspelen
- 2019:  Pan-Amerikaanse Spelen
- 2022:  Zuid-Amerikaanse Spelen

FIVB World Tour
- 2018:  2* Agadir

Beach Pro Tour
- 2022:  Dubai Challenge
- 2024:  Elite16 Rio de Janeiro
- 2025:  Elite16 Quintana Roo